# Refugio nacional de vida silvestre de Becharof
El refugio nacional de vida silvestre de Becharof es una zona protegida estadounidense de 4857 km² del Sistema Nacional de refugios de vida silvestre, situada en la península de Alaska, en la costa del estrecho de Shelikof, en el estado de Alaska. La parte oriental está designada como área silvestre, la clase más estricta de áreas protegidas en el país. El santuario está catalogado por la Unión Mundial de la Naturaleza como de categoría IV (zona de protección de biotopos y especies).
El refugio de vida silvestre está situado en una cadena de refugios de vida silvestre en la península que incluye el parque nacional y reserva Katmai, el refugio nacional de Becharof, el refugio nacional de vida silvestre de la Península de Alaska, el monumento nacional y Reserva de Aniakchak y el refugio nacional de vida silvestre Izembek.
El refugio incluye paisajes costeros, tundra, ríos alimentados por glaciares y montañas como el monte Peulik, de 1474 m de altura. En el centro de la zona se encuentra el epónimo lago Becharof, de hasta 180 m de profundidad, que con 1200 km² es el segundo lago más grande de Alaska y el mayor de todo el sistema nacional de refugios de vida silvestre.

## Fauna
El lago Becharof es la segunda zona de desove de salmón rojo más grande del mundo, que sirve de alimento a una de las mayores poblaciones de oso pardo de Alaska. La parte occidental del refugio que da a la bahía de Bristol, formada por tundra de tierras bajas, es también el hábitat de grandes mamíferos como renos, alces y lobos. La población de alces no alcanzó niveles significativos hasta la década de 1950. La manada de renos de la península de Alaska septentrional, una de las 13 manadas más grandes de Alaska, pasa el invierno en la región del refugio.
En la reserva natural de Becharof anidan aves de presa como águilas calvas, azores y halcones, y aves acuáticas como el cisne de Bewick.

## Historia
El 1 de diciembre de 1978, el presidente estadounidense Jimmy Carter designó la zona de Becharof como Monumento Nacional junto con otras 16 reservas de Alaska, basándose en la Ley de Antigüedades de 1906. A raíz de la ley de Conservación de las Tierras de Interés Nacional de Alaska, de 2 de diciembre de 1980, el estatus fue rebajado al de refugio de vida silvestre tras las críticas políticas.
En 1983, el Servicio de Pesca y Vida Silvestre de los Estados Unidos combinó la gestión del refugio nacional de Becharof, las secciones de Ugashik y Chihnik de los refugios nacionales de la Península de Alaska y la sección de Seal Cape de los refugios nacionales de vida silvestre marinos de Alaska.